# Le Chant du berceau
Pour plus de détails, voir Fiche technique et Distribution.
Le Chant du berceau (Cradle Song) est un film américain pré-Code en noir et blanc réalisé par Mitchell Leisen, sorti en 1933.

## Synopsis
La belle orpheline Joanna quitte sa famille adoptive bien-aimée pour entrer au couvent. Mais elle souffre de l'éloignement de ses jeunes frères et sœurs. Elle reporte alors toute son affection sur une enfant abandonnée recueillie par les sœurs, Teresa.

## Fiche technique
- Titre français : Le Chant du berceau
- Titre original : Cradle Song
- Réalisation : Mitchell Leisen
- Scénario : Marc Connelly, Frank Partos, Robert Sparks, Gregorio Martínez Sierra (d'après sa pièce de 1911)
- Musique : W. Franke Harling, Ralph Rainger
- Costumes : Edith Head
- Photographie : Charles Lang
- Montage : Anne Bauchens
- Producteur : E. Lloyd Sheldon
- Société de production et de distribution : Paramount Pictures
- Pays de production :  États-Unis
- Langue originale : anglais américain
- Format : noir et blanc — 35 mm — 1,37:1 — son : mono (Western Electric Noiseless Recording)
- Genre : drame romantique
- Durée : 76 min
- Dates de sortie : 
  - États-Unis : 19 novembre 1933
  - France : 2 mars 1934

## Distribution
- Dorothea Wieck : sœur Joanna
- Evelyn Venable : Teresa
- Guy Standing : don José, le docteur
- Louise Dresser : la prieure
- Kent Taylor : Antonio
- Gertrude Michael : Marcella
- Georgia Caine : Vicaress
- Dickie Moore : Alberto
- Nydia Westman : sœur Sagrario
- Marion Ballou : sœur Ines
- Eleanor Wesselhoeft : la supérieure des novices
- Gail Patrick : sœur Maria Lucia
- Howard Lang : le maire
- Diane Sinclair : Christina
- Gertrude Norman : Tornero No. 1
- Dorothy Vernon : une nonne
- Mischa Auer : le prêtre du village